# ヨハン・ゲオルク2世 (アンハルト＝デッサウ侯)
ヨハン・ゲオルク2世（Johann Georg II. von Anhalt-Dessau, 1627年11月17日 - 1693年8月7日）は、アンハルト＝デッサウ侯（在位：1660年 - 1693年）。アンハルト諸侯の一人として文芸サークル「実りを結ぶ会」に所属し、ブランデンブルク＝プロイセンに元帥として仕えた。

## 生涯
アンハルト＝デッサウ侯ヨハン・カジミールとその最初の妻でヘッセン＝カッセル方伯モーリッツの娘であるアグネスの間の次男として生まれ、1660年に父より侯位を受け継いだ。ヨハン・ゲオルク2世はまた、1648年よりブランデンブルク＝プロイセンの支配下におかれたアンハルト＝アッシャースレーベン侯領 (en) の統治権をも要求していた。
ヨハン・ゲオルク2世はブランデンブルク＝プロイセン軍に仕え、ブランデンブルク選帝侯フリードリヒ・ヴィルヘルムによって1670年に元帥に任命された。フランスがブランデンブルク＝プロイセンの領土の一部であるクレーフェ公国に侵攻すると、ヨハン・ゲオルク2世は1672年6月に選帝侯の代理人としてウィーンで神聖ローマ皇帝レオポルト1世と交渉し、ヴェストファーレン条約の定めたお互いの国境が侵略された場合には1万2000の軍勢を援助として送るという約束を取り付けさせた。ヨハン・ゲオルク2世は大規模な対フランス遠征に失敗し、この失策に怒ったゲオルク・フォン・デアフリンガー将軍は抗議のために一時的にプロイセン軍を去っている。
1674年の冬、フリードリヒ・ヴィルヘルムが軍の大半を引き連れてフランス領アルザスを攻撃するためフランケン地方のシュヴァインフルトに駐屯するあいだ、ヨハン・ゲオルク2世は総督として残りの軍隊の指揮を任された。しかし、フランス王ルイ14世は対抗策としてスウェーデン王カール11世を説得し、スウェーデン軍にブランデンブルクを侵略させた。ヨハン・ゲオルク2世の率いる小規模な軍は簡単に蹴散らされ、スウェーデン軍がその年の冬の間ブランデンブルクを占領した。翌1675年、ヨハン・ゲオルク2世は大選帝侯による対スウェーデン復讐戦、フェールベリンの戦いに参加している。
1683年、ヨハン・ゲオルク2世はパッサウに赴いて皇帝レオポルト1世と会談、表向きはブランデンブルクが対オスマン帝国戦争に参加するかどうかに関する交渉だったが、実際には対フランス戦争にオーストリアを引き込む交渉であった。結果、オーストリアとブランデンブルクの同盟関係の強化に成功している。

## 結婚と子女
1659年9月9日、オランダ総督フレデリック・ヘンドリックの娘ヘンリエッテ・カタリーナと結婚し、間に10人の子女をもうけた。
- アマーリエ・ルドヴィカ（1660年）
- ヘンリエッテ・アマーリエ（1662年）
- フリードリヒ・カジミール（1663年 - 1665年）
- エリーザベト・アルベルティーネ（1665年 - 1705年） - 1686年、ザクセン＝ヴァイセンフェルス＝バルビ公ハインリヒと結婚
- ヘンリエッテ・アマーリエ（1666年 - 1726年） - 1683年、ナッサウ＝ディーツ侯ヘンドリック・カシミール2世と結婚
- ルイーゼ・ゾフィー（1667年 - 1678年）
- マリー・エレオノーレ（1671年 - 1756年） - 1687年、イェジ・ユゼフ・ラジヴィウ侯（Jerzy Józef Radziwiłł、ポーランド王ヤン3世の甥）と結婚
- ヘンリエッテ・アグネス（1674年 - 1729年）
- レオポルト1世（1676年 - 1747年） - アンハルト＝デッサウ侯
- ヨハンナ・シャルロッテ（1682年 - 1750年） - 1699年、ブランデンブルク＝シュヴェート辺境伯フィリップ・ヴィルヘルムと結婚